# Гробница Адхам-хана
Гробница Адхам-хана (хинди आधम खान का मकबरा, урду ادھم خان کا مزار‎) — гробница в Дели рядом с комплексом Кутб-Минара. Была построена в 1561 году в пригороде Дели — Мехраули. В настоящее время находится под охраной Археологического управления Индии.

## Архитектура
Гробница расположена под стенами первого города Дели — Лал Кота на холме, и окружена галереей в виде восьмигранника с низкими башенками. Купол и восьмиугольное внутреннее помещение гробницы относят к архитектуре династии Лоди (1451—1526) и династии Саид
(1414—1451). С каждой из сторон галереи расположены по три арки. Гробница известна своим лабиринтом (бхул-бхулайяан), где нередко, в переходах среди толстых стен, теряются одинокие посетители.

## История
Адхам-хан, сын Махам Анги — кормилицы могольского падишаха Акбара Великого, стал знатным сановником и военачальником в армии Акбара. В 1561 году он убил визиря Акбара — Атага Хана. Разъярённый Акбар приказал дважды сбросить Адхам-хана со стен форта в Агре.
Его мать умерла от скорби через сорок дней. Акбар велел построить им красивую гробницу восьмигранной формы в стиле, нетипичном для могольского периода истории Дели. Подобные гробницы характерны для захоронений династии Сури (1540—1557гг) и династии Лоди. Некоторые примеры можно увидеть в Садах Лоди (Дели).
В 1830-х годах британский офицер Блейк из Бенгальского муниципалитета переделал гробницу в свою резиденцию и передвинул захоронения, устроив в гробнице гостиную. После смерти Блейка загородная резиденция использовался многими британцами: в одно время здесь был полицейский участок и почтовое отделение. Гробницу освободили и отреставрировали по приказу лорда Керзона. Захоронение вернули на прежнее место под центральный купол, однако гробница матери Адхам-хана была утрачена.